# 로드 테일러
로드 테일러(Rod Taylor, 1930년 2월 11일 ~ 2015년 1월 7일)는 오스트레일리아의 배우이다.  2015년 심장마비로 사망하였다.

## 출연 작품
- 롱 존 실버 (1954)
- 여왕과 로올리경 (1955)
- 자이언트 (1956)
- 케이터드 어페어 (1956)
- 애정이 꽃피는 나무 (1957)
- 애수의 여로 (1958)
- 애스크 애니 걸 (1959)
- 타임 머신 (1960)
- 101마리의 달마시안 개 (1961)
- 새 (1963)
- 뉴욕의 일요일 (1963)
- VIP (1963)
- 36시간 (1964)
- 영 캐시디 (1965)
- 방해하지 마세요 (1965)
- 글래스 바텀 보트 (1966)
- 추카 (1967)
- 호텔 (1967)
- 지옥의 용병들 (1968)
- 자브리스키 포인트 (1970)
- 더 데들리 트래커즈 (1973)
- 더 트레인 로버스 (1973)
- 오레곤 2000마일 (1977)
- 보물 사냥 (1979)
- 어 타임 투 다이 (1982)
- 마담과 갱 그리고 가방의 행방 (1985)
- 글래스 루츠 (1992)
- 시티 레인져 (1993)
- 더 포인트 오브 비트레이얼 (1995)
- 웰컴 투 우프 우프 (1997)
- 스페이스 워리어 (1998)
- 엣 애니 코스트 (2000)
- 새 (2007)
- 헐리웃과 맞장뜨기: 호주 B무비의 세계 (2008)
- 바스터즈: 거친 녀석들 (2009)